# Rhododendron himantodes
Rhododendron himantodes är en ljungväxtart som beskrevs av Herman Otto Sleumer. Rhododendron himantodes ingår i släktet rododendron, och familjen ljungväxter. Utöver nominatformen finns också underarten R. h. lavandulifolium.